# Carreña
Carreña är en ort i Spanien.   Den ligger i provinsen Province of Asturias och regionen Asturien, i den norra delen av landet, 300 km norr om huvudstaden Madrid. Carreña ligger 188 meter över havet och antalet invånare är 2 262.
Terrängen runt Carreña är bergig åt sydost, men åt nordväst är den kuperad. Carreña ligger nere i en dal. Runt Carreña är det glesbefolkat, med 8 invånare per kvadratkilometer. Närmaste större samhälle är Llanes, 13,6 km nordost om Carreña. I omgivningarna runt Carreña växer i huvudsak blandskog.